# Cantó de Montreal
|  | Per a altres significats, vegeu «Cantó de Montrejau deu Gèrs». |

Cantó de Montreal

El cantó de Montreal és un cantó francès el departament de l'Aude, a la regió d'Occitània. S'inclou al districte de Carcassona, té 9 municipis i el cap cantonal és Montreal. El formen els municipis de: Alairac, Arzens, La Valeta, Montclar, Montreal, Preissa, Rofiac d'Aude, Rollens i Vilanòva de Montreal.